# Шарошкове долото

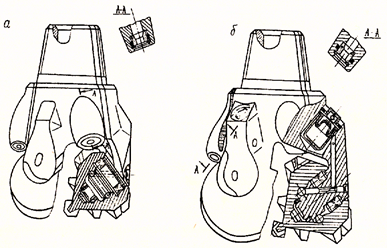
Рис. Тришарошкове долото: а — гідромоніторне з відкритою опорою; б — гідромоніторне з герметизованою опорою; А-А-промивальний отвір із соплом (насадкою)

Шарошкові долота — різновид бурового долота.

## Історія
У 1908 р. американський інженер Говард Хьюз винайшов триконусне шарошкове долото «Шарп-Хьюз», чим створив справжню революцію в техніці й технології буріння, відкривши нову еру обертового буріння свердловин. Створений ним механізм перетворював обертовий рух корпусу долота в ударну дію на вибій свердловини робочих елементів (зубків шарошок) з високою частотою, що давало небачений раніше ефект руйнування гірської породи. Швидкість руйнування при застосуванні вже перших двоконусних конструкцій шарошки Хьюза в 10 разів перевищила найкращий буровий інструмент свого часу. Крім того шарошка Хьюза відкрила можливість свердлити особливо міцні породи, які до того вважалися неприступними (у 1909 р. Хьюз забезпечив перше морське буріння в Техасі по надміцних породах).

## Загальна інформація
Основний об'єм буріння нафтових і газових свердловин виконується шарошковими долотами.
Шарошкові долота мають переваги порівняно з лопатевими:
1. площа їх контакту з вибоєм набагато менша, але довжина робочих елементів більша, що значно підвищує ефективність руйнування гірських порід;
2. шарошки долота перекочуються по вибою на відміну від лез лопатевого долота, ковзаючих по ньому, внаслідок чого інтенсивність зносу зубців шарошок значно менша за інтенсивність зносу лопатевих доліт;
3. внаслідок перекочування шарошок по вибою крутний момент, необхідний для обертання долота, порівняно невеликий, а тому зводиться до мінімуму небезпека заклинювання долота.
Недоліки шарошкових доліт — низький ресурс служби опор долота та низька стійкість зубців шарошки.
При бурінні нафтових і газових свердловин використовують одно-, дво-, три-, чотири- і шестишарошкові долота. Найбільше розповсюдження одержали тришарошкові долота.
Стандартом передбачено випуск шарошкових доліт діаметром від 46 до 508 мм для розбурювання порід з різними механічними та абразивними властивостями. Випускають 13 типів шарошкових доліт для різних за твердістю порід.

## Різновиди

### Тришарошкові долота
Тришарошкові долота виготовляють зварюванням між собою трьох кованих секцій (лап). На цапфах долота на підшипниках обертаються шарошки. Шарошки мають породоруйнуючі елементи, конструкція яких визначається механічними та абразивними властивостями порід. Для циркуляції промивальної рідини долото має промивальні отвори. Приєднання долота до бурильної колони здійснюється з допомогою подовженої замкової різьби.
Підшипники шарошок доліт змащуються промивальною рідиною, яка проникає до тіл кочення і тертя по зазору між основою шарошки та упорною поверхнею цапфи. Застосувують також долота з герметизованою опорою, у яких мастило надходить до тіл кочення і тертя з еластичного балону по наявному в лапі і цапфі каналу.
У залежності від того, для буріння в яких породах призначено долото, шарошки мають різні породоруйнуючі елементи — фрезеровані або вставні зубці із спеціальних твердих сплавів. Вставні зубці мають клиноподібну або сферичну контактну поверхню і запресовуються в гнізда, що просвердлені у тілі шарошки. Шарошки з фрезерованими або накатаними зубцями використовують в долотах, призначених для руйнування неабразивних порід. Шарошки із зубцями з твердих сплавів призначені для розбурювання абразивних порід та порід з дуже високою твердістю. На шарошках породоруйнуючі елементи розміщують, як правило, концентричними вінцями.
Шарошки доліт типів М, МС, С, СТ і Т мають вифрезеровані або накатані зубці. Для доліт від типу М до типу Т висота і крок зубців зменшуються, а кут при вершині зубця збільшується.
Шарошки доліт типу М мають найменшу кількість вінців, а доліт типу Т –найбільшу.
Шарошки доліт типу ТК на внутрішніх вінцях мають фрезеровані або накатані зубці призматичної форми, а на периферійних вінцях — вставні зубці з твердого сплаву із сферичною породоруйнуючою поверхнею.
Шарошки доліт типів К і ОК мають на всіх вінцях зубці із твердого сплаву із сферичною породоруйнуючою поверхнею.
Шарошки доліт типів МЗ, МСЗ, СЗ, ТЗ і ТКЗ призначені для буріння абразивних порід і оснащені запресованими в тіло шарошки твердосплавними зубцями, що мають клиноподібну породоруйнуючу поверхню.
При роботі долота на вибої його опори повинні забезпечувати вільне обертання шарошок навколо цапф, передачу навантаження на вибій від бурильної колони через цапфи і тіла кочення або поверхні тертя породоруйнуючим елементам.

Застосування тришарошкових доліт

Найбільше розповсюдження одержали такі типи опор:
- В — всі підшипники кочення;
- Н — один підшипник ковзання, а решта — кочення;
- А — два і більше підшипники ковзання, а решта — кочення.

Випускають долота з відкритою опорою та з ущільнюючими кільцями з резервуаром для мастила. Долота з ущільнюючими кільцями і резервуаром для мастила позначаються літерою У.
Підшипники сприймають радіальну та осьову складову навантаження. На долото як радіальні використовуються роликові і кульові підшипники та підшипники ковзання, радіально-упорні — кульові підшипники, а як упорні — підшипники ковзання.
Застосування в роторному бурінні тришарошкових доліт з герметизованими мастилонаповненими опорами збільшує їх стійкість у середньому на 30 % порівняно з долотами аналогічних конструкцій без герметизації опор.
За розміщенням та конструкцією промивальних каналів шарошкові долота поділяються на долота з:
1. центральним промиванням — Ц;
2. боковим гідромоніторним промиванням — Г;
3. центральним продуванням — П;
4. боковим продуванням — ПГ.

Тришарошкові долота можуть мати промивальні отвори в центрі долота, коли потік промивальної рідини спрямовується на шарошки, забезпечуючи охолодження та очищення їх від вибуреної породи.
Більшість моделей тришарошкових доліт виготовляють з боковим розміщенням промивальних отворів. У них промивальна рідина направляється між шарошками до вибою, забезпечуючи достатнє охолодження шарошок, добре очищення вибою від вибуреної породи і сприятливі умови для руй¬нування породи породоруйнуючими елементами долота.
Для ефективного процесу руйнування гірської породи в промивальні отвори вставляють насадки (сопла) і створюють швидкість витікання рідини не менше, ніж 80 м/с. Долота з такими насадками називають гідромоніторними.

Рис. Одношарошкове долото: 1 — сферична шарошка; 2 — твердоставні породоруйнуючі елементи; 3 — промивальний отвір; 4 — приєднуюча різьба; 5 — корпус долота; 6 — цапфа; 7 — підшипники

### Двошарошкові долота
У двошарошкових доліт питомий тиск створюваний зубами на породу приблизно в 1,5 рази більше, ніж у аналогічних за діаметром і однаковому осьовому навантаженні тришарошкових доліт.
При створенні двошарошкових доліт з твердосплавним зубчастим озброєнням, збільшена товщина стінок шарошок, крім забезпечення збільшених габаритів опори, що дозволяє розмістити і закріпити шляхом запресовування або пайкт твердосплавні зубки збільшених габаритів, які володіють підвищеною стійкістю в порівнянні з твердосплавними зубками меншого розміру, які використовуються при оснащенні аналогічних по діаметру тришарошкових доліт.
У двошарошкових доліт є ще одна важлива перевага перед тришарошковими долотами. Дуже малі габарити свердловини по діаметру не дозволяють розмістити на лапах тришарошкових доліт припливи для установки бічних промивних вузлів. Тому для промивання вибою у цих доліт, як правило, використовується тільки один центральний промивний вузол, який надійно очищує від шламу лише центральну частину бурового інструменту і значно гірше периферійну. Струмінь промивної рідини, перш ніж досягти вибою потрапляє на поверхневі вершинні частини шарошок, і тільки потім, пройшовши крізь вузькі щілини, потрапляє на вибій. Це істотно збільшує абразивний знос і без того менш міцних вершинних частин шарошок, знижує ефективність очищення вибою, очищаючи лише центральну його частину, і як наслідок знижує механічну швидкість буріння і проходку на інструмент.
На відміну від тришарошкових доліт, у двошарошкових доліт умови для розміщення бічних промивних вузлів значно вигідніші. Між зовнішніми габаритами двох шарошок є досить великий простір, де вільно розміщуються бічні припливи, які доходять практично до самої поверхні вибою, на кінці яких розміщуються змінні гідромоніторні насадки.

### Одношарошкові долота
Одношарошкове долото складається з однієї кованої секції, на цапфі якої на підшипниках розміщена шарошка із запресованими в неї твердосплавними зубцями з півсферичною або клиноподібною робочою поверхнею (рис.).
Шарошка має форму кулі, зрізаної біля основи цапфи, і змонтована так, щоб її центр лежав на осі обертання долота.
Тому при обертанні шарошки породоруйнуючі елементи не відриваються від вибою, що обумовлює її ріжуче-сколюючу дію на породу.
Для підводу промивальної рідини до вибою долото має один похило розміщений промивальний отвір.

## Типи доліт
Долота виготовляють наступних типів: М — зі сталевими зубами для буріння м'яких порід;
МОЗ — з твердосплавними зубами для буріння м'яких абразивних порід;
МС — зі сталевими зубами для буріння м'яких порід з пропластками середньої твердості;
МСЗ — з твердосплавними зубами для буріння м'яких абразивних порід з пропластками середньої твердості;
С — зі сталевими зубами для буріння порід середньої твердості;
СЗ — з твердосплавними зубами для буріння абразивних порід середньої твердості;
СТ — зі сталевими зубами для буріння порід середньої твердості з пропластками твердих;
Т — зі сталевими зубами для буріння твердих порід;
ТЗ — з твердосплавними зубами для буріння твердих абразивних порід;
ТК — зі сталевими зубами і твердосплавними зубками для буріння твердих порід з пропластками міцних;
ТКЗ — з твердосплавними зубами для буріння твердих абразивних порід з пропластками міцних;
К — з твердосплавними зубами для буріння міцних порід;
ОК — з твердосплавними зубами для буріння дуже міцних порід.

## Окремі елементи доліт
Форми і розміщення породоруйнуючих елементів на шарошках.
Залежно від того, для буріння в яких породах призначено долото, шарошки мають різні породоруйнуючі елементи ‒ зубці, які виготовляються або разом із тілом шарошки фрезеруванням, чи накаткою, або окремо зі спеціальних твердих сплавів. Останні мають клиновидну або сферичну контактну поверхню і запресовуються в гнізда, що просвердлені у тілі шарошки. Шарошки з фрезерованими або накатаними зубцями використовують у долотах, призначених для руйнування неабразивних порід. Шарошки із зубцями з твердих сплавів призначені для розбурювання абразивних порід, а також порід із дуже високою твердістю. На всіх шарошках породоруйнуючі елементи розміщують, зазвичай, концентричними вінцями.
Усім вінцям шарошок присвоєні буквені індекси у напрямку від вершини до основи: А, Б, В, Г. Вінець, розміщений в основі шарошки, називають периферійним.
Шарошки нумерують залежно від кількості зубців на вінці А. Перша шарошка на цьому вінці має найменшу, а третя ‒ найбільшу кількість зубців.
Шарошки доліт типів М, МС, С, СТ, Т мають вифрезеровані або накатані зубці. Висота і крок зубців зменшуються, а кут при вершині зубця збільшується для доліт від типу М до доліт типу Т.
Шарошки доліт типу М мають найменшу кількість вінців, а доліт типу Т ‒ найбільшу.
Оскільки периферійні вінці шарошок уражають одну і ту ж ділянку вибою, форма і розміщення зубців на них у кожної шарошки
вибираються з урахуванням цієї особливості роботи долота. Оскільки грані зубців, що обернені до стінки свердловини, піддаються абразивному зносу, деякі заводи зубці на периферійних вінцях виконують у вигляді Г-, Т- або П-подібної форми.
Шарошки доліт типу ТК на внутрішніх вінцях мають фрезеровані або накатані зубці призматичної форми, а на периферійних вінцях ‒ вставні зубці з твердого сплаву із сферичною породоруйнуючою поверхнею.
Шарошки доліт типів К і ОК мають на всіх вінцях зубці із твердого сплаву із сферичною породоруйнуючою поверхнею.
Шарошки доліт типів МЗ, МСЗ, СЗ, ТЗ і ТКЗ, що призначені для буріння абразивних порід, оснащені запресованими в тіло шарошки твердосплавними зубцями, що мають клиновидну породоруйнуючу поверхню. Кількість вінців і клиновидних зубців у кожному вінці
вибирають залежно від твердості породи, для якої призначене долото (у доліт типу МЗ — найменша, а у доліт типу ТКЗ — найбільша).
Опори долота
Опори долота повинні забезпечувати вільне обертання шарошок навколо їх цапф, передачу навантаження на вибій від бурильної колони через цапфи і тіла кочення або поверхні тертя породоруйнуючим елементам, що перебувають у контакті з породою.
Існує велика різноманітність опор шарошок, однак найбільше розповсюдження одержали такі типи опор:
- В ‒ всі підшипники кочення;
- Н ‒ один підшипник ковзання, а решта ‒ кочення;
- А ‒ два і більше підшипники ковзання, а решта ‒ кочення.

Випускають долота з відкритою опорою і з ущільнюючими кільцями і резервуаром для мастила. Долота з ущільнюючими кільцями і резервуаром для мастила у своєму позначенні (шифрі) мають літеру «У». Застосування в роторному бурінні тришарошкових доліт з герметизованими мастило-наповненими опорами збільшує їх стійкість у середньому на 30 % порівняно з долотами аналогічних конструкцій без герметизації опор.
Промивальні отвори.
Ефективність роботи доліт у свердловині в значній мірі залежить від ступеня очищення вибою від вибуреної
породи. Тому не можна допускати накопичення вибуреної породи під долотом і перемелювання її породоруйнуючими елементами. Необхідно, щоб зруйнована порода своєчасно видалялась з вибою свердловини, що досягається не лише подачею до вибою достатньої кількості промивальної рідини, але і застосуванням раціональних конструкцій і схем розміщення промивальних отворів у долоті.
За розміщенням і конструкцією каналів шарошкові долота поділяються на такі:
- а) з центральним промиванням ‒ Ц;
- б) з боковим гідромоніторним промиванням ‒ Г;
- в) з центральним продуванням ‒ П;
- г) з боковим продуванням ‒ ПГ.

Деякі моделі тришарошкових доліт виготовляють з розміщенням промивальних отворів у центрі долота. Потік промивальної рідини у таких доліт спрямовується на шарошки, забезпечуючи охолодження та очищення їх від вибуреної породи.
Більшість моделей тришарошкових доліт виготовляють з боко-вим розміщенням промивальних отворів. Струмина рідини у таких доліт направляється між шарошками до вибою, забезпечуючи достат-нє охолодження шарошок, добре очищення вибою від вибуреної
породи і сприятливі умови для руйнування породи породоруйнуючими елементами долота. Для створення ефективного процесу руйнування гірської породи, як і у лопатевих доліт, у промивальні отвори вставляють твердосплавні насадки (сопла), що створюють швидкість витікання струмини рідини з них не менше, ніж 80 м/с. Шарошкові долота з такими насадками називають гідромоніторними.